# Districtul Ružomberok

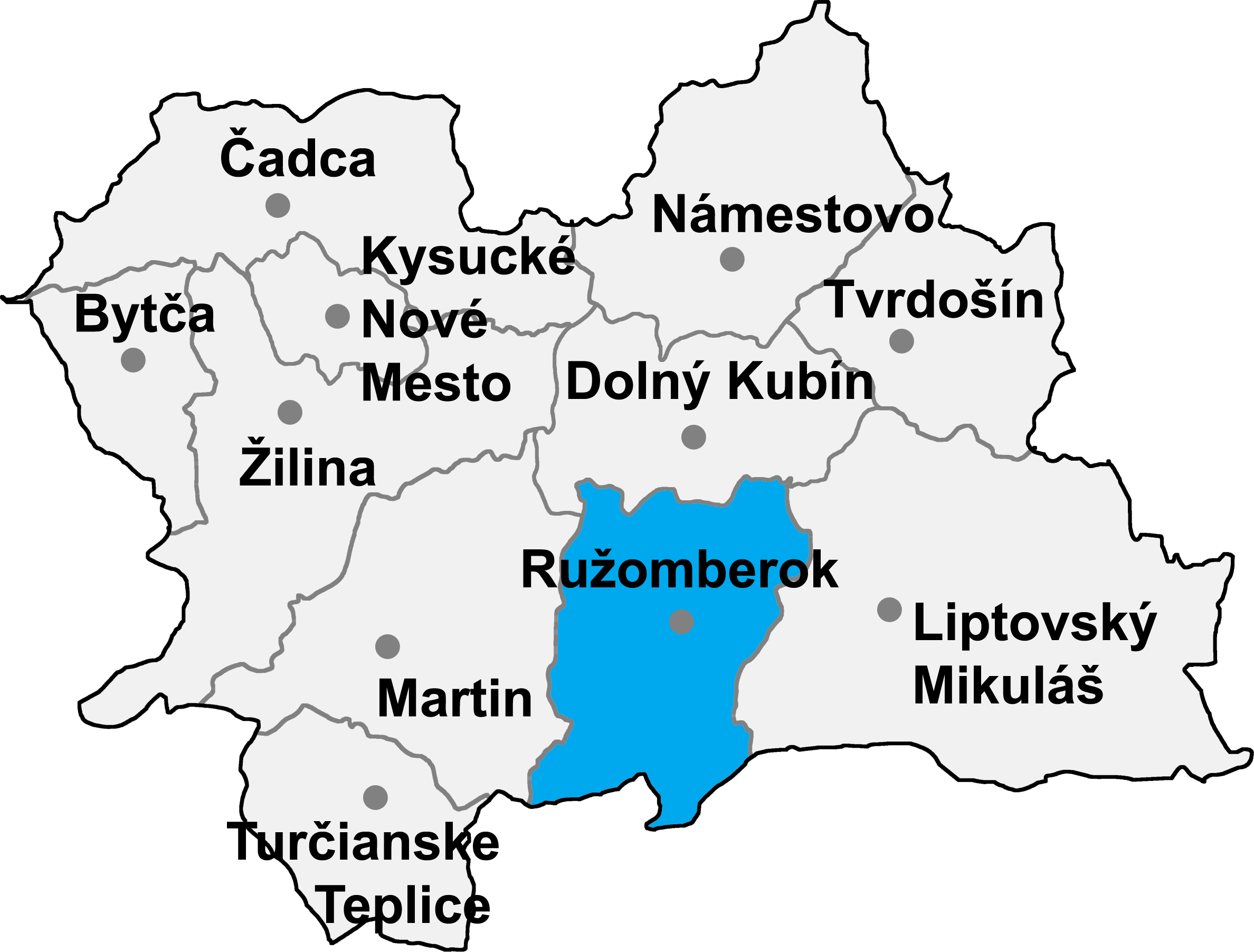
Districtul Ružomberok

Districtul Ružomberok (okres Ružomberok) este un district în Slovacia centrală, în Regiunea Žilina. 

## Demografie
| An:                | 1994   | 2004   | 2014   | 2024   |
| ------------------ | ------ | ------ | ------ | ------ |
| Număr de persoane: | 59.516 | 59.136 | 57.403 | 56.278 |
| Diferență:         |        | −0,63% | −2,93% | −1,95% |

| An:                | 2023   | 2024   |
| ------------------ | ------ | ------ |
| Număr de persoane: | 56.488 | 56.278 |
| Diferență:         |        | −0,37% |

## Comune
- Bešeňová
- Hubová
- Ivachnová
- Kalameny
- Komjatná
- Likavka
- Liptovská Lúžna
- Liptovská Osada
- Liptovská Štiavnica
- Liptovská Teplá
- Liptovské Revúce
- Liptovské Sliače
- Liptovský Michal
- Lisková
- Lúčky
- Ludrová
- Ľubochňa
- Martinček
- Potok
- Ružomberok
- Stankovany
- Štiavnička
- Švošov
- Turík
- Valaská Dubová